# Прапор Північно-Західних територій
Прапор Північно-Західних територій, є субнаціональним прапором Північно-Західних територій Канади . Він був прийнятий в 1969 р. Законодавчими зборами північно-Західних територій.

## Прапор компанії Гудзонової затоки

Прапор компанії Гудзонової затоки

Прапор комісара Північно-Західних територій

Протягом своєї ранньої історії Північно-Західні території не мали власного прапора, але прапор компанії Гудзонової затоки продовжували використовуватися у фортах, магазинах та інших закладах цієї компанії. Законодавча асамблея ПЗТ була створена в 1951 році.

## Поточний прапор
Перший офіційний прапор Північно-Західних територій був обраний спеціальним комітетом Законодавчих зборів Північно-Західних територій в 1969 році. Комітет розглянув заявки на загальноканадійський конкурс. Переможцем конкурсу став Роберт Бессант з Маргарет, Манітоба.
Прапор має блакитне поле, на якому канадійський стовп (біла смуга, що займає половину ширини прапора), у центрі - щит герба Північно-Західних територій. Синій символізує рясні води Північно-Західних територій, тоді як білий - сніг і лід.
Два блакитні стовпи символізують багатство річок та озер Північно-Західних територій. Біла ділянка, що символізує лід і сніг, за площею дорівнює 2 синім панелям разом узятим. Територіальний щит зосереджений у білій ділянці. Біла ділянка Щита з хвилясто-синьою лінією, що розділяє його, символізує Північний Льодовитий океан і Північно-Західний прохід. Діагональна лінія, що символізує смугу дерев, ділить нижню частину на зелену та червону ділянки із зеленим, що символізує дерева, і червоним, що символізує тундру. Золоті злитки в зеленій частині та біла лисиця в червоній частині символізують багаті мінерали та хутро, на яких базується історія та процвітання Північно-Західних територій.

## Зовнішні посилання
- Символи Північно-Західних територій, Законодавчі збори Північно-Західних територій
- Прапори Канади, Алістер Б. Фрейзер [Архівовано 15 вересня 2008 у Wayback Machine.]